# Saison 2 de L'Arme fatale
Chronologie
Saison 1 Saison 3
Cet article présente le guide des épisodes de la deuxième saison de la série télévisée américaine L'Arme fatale (Lethal Weapon).

## Généralités
- Aux États-Unis, la saison a été diffusée du 26 septembre 2017 au 8 mai 2018 sur le réseau Fox.
- Au Canada, la saison a été diffusée en simultanée sur le réseau Citytv.
- Lynn Collins a initialement décroché le rôle de Molly[1].
- La saison 2 a été diffusée Sur TF1 du 13 mars au 5 juin 2018

## Distribution

### Acteurs principaux
- Damon Wayans (VF : Serge Faliu) : Roger Murtaugh
- Clayne Crawford (VF : Valentin Merlet) : Martin Riggs
- Kevin Rahm (VF : Pierre Tessier) : Capitaine Brooks Avery
- Jordana Brewster (VF : Laëtitia Lefebvre) : Dr Maureen « Mo » Cahill
- Keesha Sharp (VF : Maité Monceau) : Trish Murtaugh
- Johnathan Fernandez (VF : Eilias Changuel) : Bernard dit « Scorsese », le légiste
- Dante Brown (VF : Jimmy Redler) : Roger Murtaugh Jr.
- Chandler Kinney (VF : Célia Diane) : Riana Murtaugh

### Acteurs récurrents et invités
- Thomas Lennon (VF : Laurent Morteau) : Leo Getz (épisodes 5, 12, 19 et 21)
- Hilarie Burton (VF : Laura Préjean) : Karen Palmer (épisodes 2 et 3)
- Michelle Hurd (VF : Zaïra Benbadis) : Gina Santos[2] (épisodes 2 à 4, 13)
- Andrew Creer (VF : Martin Faliu) : Zach Bowman[3] (12 épisodes)
- Kristen Gutoskie (VF : Alexandra Ansidei) : Molly Hendricks (10 épisodes)
- Rex Linn (VF : Jean-François Aupied) : Nathan Riggs[4] (12 épisodes)
- Joanna « JoJo » Levesque : Shaye[5] (épisode 3)
- Adrian Pasdar : Dan Cooper[6] (épisode 4)
- Zach McGowan : Cody Lewis (épisode 7)

## Épisodes

### Épisode 1:Vacances au soleil
- États-Unis /  Canada : 26 septembre 2017 sur Fox[7] / Citytv[8]
- Belgique : 28 février 2018 sur La Deux
- Suisse : 11 mars 2018 sur RTS Un
- France : 13 mars 2018 sur TF1
- Québec : 22 juillet 2018 sur Prise 2[9]

- États-Unis : 4,37 millions de téléspectateurs[10] (première diffusion)

### Épisode 2:Poudre aux yeux
- États-Unis /  Canada : 3 octobre 2017 sur Fox / Citytv
- Belgique : 28 février 2018 sur La Deux
- Suisse : 11 mars 2018 sur RTS Un
- France : 13 mars 2018 sur TF1
- Québec : 29 juillet 2018 sur Prise 2

- États-Unis : 4,10 millions de téléspectateurs[11] (première diffusion)

### Épisode 3:Fausses notes en coulisses
- États-Unis /  Canada : 10 octobre 2017 sur Fox / Citytv
- Belgique : 7 mars 2018 sur La Deux
- Suisse : 18 mars 2018 sur RTS Un
- France : 20 mars 2018 sur TF1
- Québec : 5 août 2018 sur Prise 2

- États-Unis : 3,89 millions de téléspectateurs[12] (première diffusion)

JoJo (Shaye)

### Épisode 4:Pères et filles
- États-Unis /  Canada : 17 octobre 2017 sur Fox / Citytv
- Belgique : 7 mars 2018 sur La Deux
- Suisse : 18 mars 2018 sur RTS Un
- France : 20 mars 2018 sur TF1
- Québec : 12 août 2018 sur Prise 2

- États-Unis : 3,79 millions de téléspectateurs[13] (première diffusion)

Rex Linn (Nathan Riggs)

### Épisode 5:Le Gros Lot
- États-Unis /  Canada : 7 novembre 2017 sur Fox / Citytv
- Belgique : 14 mars 2018 sur La Deux
- Suisse : 25 mars 2018 sur RTS Un
- France : 27 mars 2018 sur TF1
- Québec : 19 août 2018 sur Prise 2

- États-Unis : 4,06 millions de téléspectateurs[14] (première diffusion)

- Thomas Lennon (Leo Getz)
- Rex Linn (Nathan Riggs)

### Épisode 6:Jake
- États-Unis /  Canada : 14 novembre 2017 sur Fox / Citytv
- Belgique : 14 mars 2018 sur La Deux
- Suisse : 25 mars 2018 sur RTS Un
- France : 27 mars 2018 sur TF1
- Québec : 26 août 2018 sur Prise 2

- États-Unis : 3,84 millions de téléspectateurs[15] (première diffusion)

Rex Linn (Nathan Riggs)

### Épisode 7:Le Petit oiseau va sortir
- États-Unis /  Canada : 21 novembre 2017 sur Fox / Citytv
- Belgique : 21 mars 2018 sur La Deux
- Suisse : 1er avril 2018 sur RTS Un
- France : 3 avril 2018 sur TF1
- Québec : 2 septembre 2018 sur Prise 2

- États-Unis : 3,86 millions de téléspectateurs[16] (première diffusion)

- Scottie Pippen (lui-même)
- Rex Linn (Nathan Riggs)

### Épisode 8:Oublie-moi si tu peux
- États-Unis /  Canada : 28 novembre 2017 sur Fox / Citytv
- Belgique : 21 mars 2018 sur La Deux
- Suisse : 1er avril 2018 sur RTS Un
- France : 3 avril 2018 sur TF1
- Québec : 9 septembre 2018 sur Prise 2

- États-Unis : 4,89 millions de téléspectateurs[17] (première diffusion)

- Kristanna Loken (Adriana Stabilito)
- Michael Beach (Bryan Graves)
- Paul Ben-Victor (Frank Truno)

### Épisode 9:Le Retour duking
- États-Unis /  Canada : 5 décembre 2017 sur Fox / Citytv
- Belgique : 28 mars 2018 sur La Deux
- Suisse : 8 avril 2018 sur RTS Un
- France : 10 avril 2018 sur TF1
- Québec : 16 septembre 2018 sur Prise 2

- États-Unis : 4,50 millions de téléspectateurs[18] (première diffusion)

### Épisode 10:Dangereuse fraternité
- États-Unis /  Canada : 12 décembre 2017 sur Fox / Citytv
- Belgique : 28 mars 2018 sur La Deux
- Suisse : 8 avril 2018 sur RTS Un
- France : 10 avril 2018 sur TF1
- Québec : 23 septembre 2018 sur Prise 2

- États-Unis : 4,08 millions de téléspectateurs[19] (première diffusion)

Rex Linn (Nathan Riggs)

### Épisode 11:De l’argent par les fenêtres
- États-Unis /  Canada : 2 janvier 2018 sur Fox / Citytv
- Belgique : 4 avril 2018 sur La Deux
- Suisse : 15 avril 2018 sur RTS Un
- France : 17 avril 2018 sur TF1
- Québec : 30 septembre 2018 sur Prise 2

- États-Unis : 4,55 millions de téléspectateurs[20] (première diffusion)

- Ernie Hudson (Hank Peterson)
- Rex Linn (Nathan Riggs)

### Épisode 12:Remuer la boue
- États-Unis /  Canada : 9 janvier 2018 sur Fox / Citytv
- Belgique : 4 avril 2018 sur La Deux
- Suisse : 15 avril 2018 sur RTS Un
- France : 24 avril 2018 sur TF1
- Québec : 7 octobre 2018 sur Prise 2

- États-Unis : 4,26 millions de téléspectateurs[21] (première diffusion)

- Thomas Lennon (Leo Getz)
- Floriana Lima (Miranda Riggs)
- Tim Kang (Mike Serrano)
- Michael Reilly Burke (Sean O'Brien)
- C. S. Lee (Gene Nakahara)
- Tony Plana (Ronnie Delgado)

### Épisode 13:Effet placebo
- États-Unis /  Canada : 16 janvier 2018 sur Fox / Citytv
- Belgique : 11 avril 2018 sur La Deux
- Suisse : 22 avril 2018 sur RTS Un
- France : 1er mai 2018 sur TF1
- Québec : 14 octobre 2018 sur Prise 2

- États-Unis : 5,03 millions de téléspectateurs[22] (première diffusion)

Rex Linn (Nathan Riggs)

### Épisode 14:Frères et sœurs
- États-Unis /  Canada : 23 janvier 2018 sur Fox / Citytv
- Belgique : 11 avril 2018 sur La Deux
- Suisse : 22 avril 2018 sur RTS Un
- France : 8 mai 2018 sur TF1
- Québec : 21 octobre 2018 sur Prise 2

- États-Unis : 4,55 millions de téléspectateurs[23] (première diffusion)

Rex Linn (Nathan Riggs)

### Épisode 15:Club Dorothy
- États-Unis /  Canada : 6 février 2018 sur Fox / Citytv
- Belgique : 18 avril 2018 sur La Deux
- Suisse : 29 avril 2018 sur RTS Un
- France : 15 mai 2018 sur TF1
- Québec : 28 octobre 2018 sur Prise 2

- États-Unis : 4,35 millions de téléspectateurs[24] (première diffusion)

Swoosie Kurtz (Ruthie Krumholz)

### Épisode 16:Têtes brûlées
- États-Unis /  Canada : 27 février 2018 sur Fox / Citytv
- Belgique : 18 avril 2018 sur La Deux
- Suisse : 29 avril 2018 sur RTS Un
- France : 15 mai 2018 sur TF1
- Québec : 4 novembre 2018 sur Prise 2

- États-Unis : 4,13 millions de téléspectateurs[25] (première diffusion)

Swoosie Kurtz (Ruthie Krumholz)

### Épisode 17:Fruits défendus
- États-Unis /  Canada : 6 mars 2018 sur Fox / Citytv
- Belgique : 25 avril 2018 sur La Deux
- Suisse : 6 mai 2018 sur RTS Un
- France : 22 mai 2018 sur TF1
- Québec : 11 novembre 2018 sur Prise 2

- États-Unis : 4,00 millions de téléspectateurs[26] (première diffusion)

### Épisode 18:Vieilles Canailles
- États-Unis /  Canada : 10 avril 2018 sur Fox / Citytv
- Belgique : 2 mai 2018 sur La Deux
- Suisse : 6 mai 2018 sur RTS Un
- France : 22 mai 2018 sur TF1
- Québec : 18 novembre 2018 sur Prise 2

- États-Unis : 4,14 millions de téléspectateurs[27] (première diffusion)

Rex Linn (Nathan Riggs)

### Épisode 19:Le Mariage de Léo Getz
- États-Unis /  Canada : 17 avril 2018 sur Fox / Citytv
- Belgique : 9 mai 2018 sur La Deux
- Suisse : 13 mai 2018 sur RTS Un
- France : 29 mai 2018 sur TF1
- Québec : 25 novembre 2018 sur Prise 2

- États-Unis : 3,59 millions de téléspectateurs[28] (première diffusion)

### Épisode 20:Mauvaise fréquentation
- États-Unis /  Canada : 24 avril 2018 sur Fox / Citytv
- Belgique : 16 mai 2018 sur La Deux
- Suisse : 13 mai 2018 sur RTS Un
- France : 29 mai 2018 sur TF1
- Québec : 2 décembre 2018 sur Prise 2

- États-Unis : 4,28 millions de téléspectateurs[29] (première diffusion)

Martin Riggs, Molly et Ben passent une matinée paisible. Dans la soirée, Riana est au bowling avec sa copine Phœbe Clark, mais par inadvertance, oublie de récupérer la veste de baseball de son père qu'elle lui a prêtée avant que cette dernière ne parte en voiture avec son compagnon, Tyler. Le jeune couple entre par effraction chez Randolph Donnabediane, un opticien, vole des bouteilles, des médicaments et une boîte de diamants. Mais la victime les découvre et le compagnon de la jeune femme lui tire une balle derrière la tête.  Rentrée chez elle, Riana est punie par ses parents pour être rentrée tard sans prévenir et pour leur avoir menti. Roger Murtagh et son partenaire mènent l'enquête, puis interrogent les deux jeunes tourtereaux. Phœbe ment pour se couvrir, mais Tyler révèle, pendant son interrogatoire, que sa compagne et lui voulaient juste relâcher la pression. La balle qui a tué Randy ne correspond pas à l'arme détenue par le jeune homme. Plus tard, Riggs essaie de mettre fin à un cambriolage dans une bijouterie, mais lors d'une bagarre, surprend Riana au cinéma en compagnie du frère de Phoebe, Jesse. Le jeune garçon révèle que sa sœur fait des bêtises et lui met tout sur le dos. Riggs met une contravention au coach de Ben, mais ce dernier lui apprend que le fils de sa compagne, Molly, a refusé de participer au match, car il ne sait pas jouer.

### Épisode 21:Liens familiaux
- États-Unis /  Canada : 1er mai 2018 sur Fox / Citytv
- Suisse : 20 mai 2018 sur RTS Un
- Belgique : 23 mai 2018 sur La Deux
- France : 5 juin 2018 sur TF1
- Québec : 9 décembre 2018 sur Prise 2

- États-Unis : 3,09 millions de téléspectateurs[30] (première diffusion)

### Épisode 22:Dernières heures
- États-Unis /  Canada : 8 mai 2018 sur Fox / Citytv
- Suisse : 20 mai 2018 sur RTS Un
- Belgique : 30 mai 2018 sur La Deux
- France : 5 juin 2018 sur TF1
- Québec : 16 décembre 2018 sur Prise 2

- États-Unis : 3,15 millions de téléspectateurs[31] (première diffusion)